# زالومون بيرنستاين
زالومون بيرنستاين (بالعبرية: שלמה ברנשטיין‏) هو رسام بيلاروسي وإسرائيلي وفرنسي، ولد في 11 فبراير 1886 في Uzda ‏ في روسيا البيضاء، وتوفي في 1968 في حولون في إسرائيل.